# جاكوب هرت
جاكوب هرت (بالإستونية: Jakob Hurt)‏ هو عالم عقيدة إستوني، ولد في 22 يوليو 1839 في Himmaste ‏ في إستونيا، وتوفي في 13 يناير 1907 في سانت بطرسبرغ في روسيا.

## وصلات خارجية
- جاكوب هرت على موقع ميوزك برينز (الإنجليزية)